# Adolf Kreutz
Friedrich Jacob Adolf Kreutz (* 18. Januar 1822 in Siegen; † 4. Juli 1895 in Königswinter) war Unternehmer und Mitglied des Deutschen Reichstags und der Gründer der Charlottenhütte in Niederschelden.

## Leben
Kreutz besuchte die Realschule I. Ordnung in Siegen. Er gründete 1856 mit seinem 10 Jahre älteren Bruder Carl die Charlottenhütte in Niederschelden. Namensgeberin war seine Mutter Charlotte-Christine Kreutz, geb. Diesterweg (1785–1856). Sie war eine Schwester des Pädagogen Adolf Diesterweg aus Siegen.
Adolf Kreutz war in 1. Ehe verheiratet mit Ida, Friedericke, Luise Capito aus Siegen und in 2. Ehe mit Julie Klarenbach aus Königswinter.
Kreutz war Mitglied des Westfälischen Provinzial-Landtags und von 1878 bis 1881 war er Mitglied des Deutschen Reichstags für den Wahlkreis Arnsberg 1 (Siegen, Wittgenstein, Biedenkopf).